# الطويلة (المسيمير)

تعديل مصدري - تعديل

الطويلة هي إحدى قرى عزلة المسيمير بمديرية المسيمير التابعة لمحافظة لحج، بلغ تعداد سكانها 174 نسمة حسب تعداد اليمن لعام 2004.